# Fernand Tavano

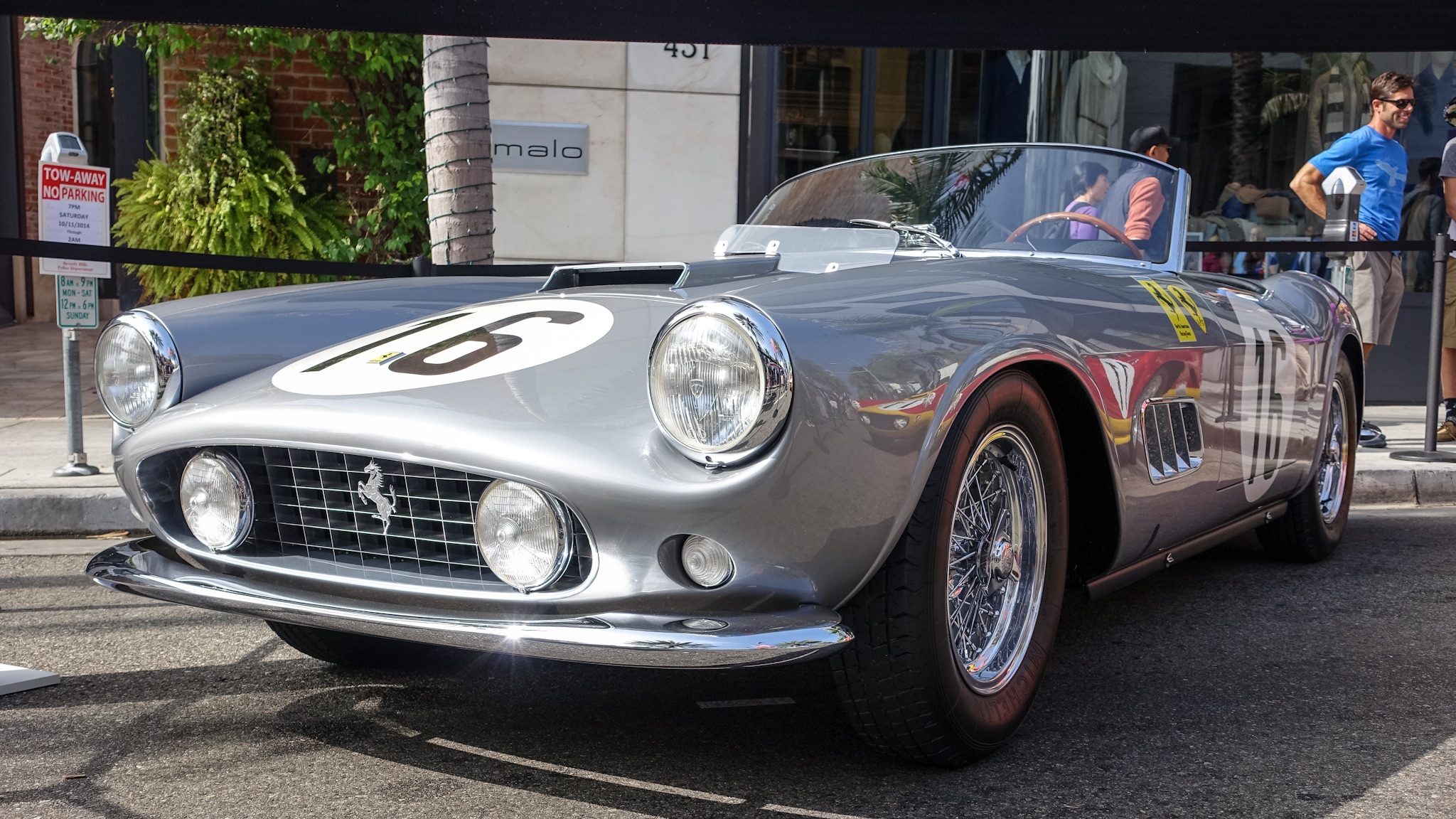
Der Ferrari 250 GT LWB Spyder California mit dem Fernand Tavano beim 24-Stunden-Rennen von Le Mans 1959 am Start war

Fernand Verginio Victor Tavano (* 21. Mai 1933 in Sillé-le-Guillaume; † 6. August 1984 in Le Mans) war ein französischer Automobilrennfahrer.

## Karriere
Fernand Tavano war in den 1950er- und 1960er-Jahren vor allem als Sportwagenfahrer aktiv. Von 1956 bis 1964 war er neunmal in Folge beim 24-Stunden-Rennen von Le Mans am Start. Er fuhr dabei ausschließlich Rennfahrzeuge von Ferrari. 1961 und 1963 gehörte er zur Werksmannschaft der Scuderia. Seine beste Platzierung erreichte er 1960 mit dem vierten Gesamtrang. 1959 wurde er im Ferrari 250GT des North American Racing Team Fünfter.
Eine der Tribünen auf der Zielgeraden des Circuit de la Sarthe ist heute nach ihm benannt.

## Statistik

### Le-Mans-Ergebnisse
| Jahr | Team                       | Fahrzeug                          | Teamkollege        | Platzierung            | Ausfallgrund        |
| ---- | -------------------------- | --------------------------------- | ------------------ | ---------------------- | ------------------- |
| 1956 | Pierre Meyrat              | Ferrari 500TR                     | Pierre Meyrat      | Ausfall                | Unfall              |
| 1957 | Fernand Tavano             | Ferrari 500TRC                    | Jacques Péron      | Ausfall                | Motorschaden        |
| 1958 | North American Racing Team | Ferrari 250TR                     | Edwin Martin       | Ausfall                | Zündungsschaden     |
| 1959 | North American Racing Team | Ferrari 250 GT California         | Bob Grossman       | Rang 5                 |                     |
| 1960 | Fernand Tavano             | Ferrari 250 GT SWB                | Pierre Dumay       | Rang 4 und Klassensieg |                     |
| 1961 | Scuderia Ferrari           | Ferrari 250GT/TR SWB Experimental | Giancarlo Baghetti | Ausfall                | Motorschaden        |
| 1962 | Fernand Tavano             | Ferrari 250 GTO                   | André Simon        | Ausfall                | Differentialschaden |
| 1963 | Spa Ferrari SEFAC          | Ferrari 250 GTO                   | Carlo-Maria Abate  | Ausfall                | Unfall              |
| 1964 | North American Racing Team | Ferrari 250 GTO                   | Bob Grossman       | Rang 9                 |                     |

### Sebring-Ergebnisse
| Jahr | Team                              | Fahrzeug                    | Teamkollege   | Platzierung | Ausfallgrund |
| ---- | --------------------------------- | --------------------------- | ------------- | ----------- | ------------ |
| 1961 | Scuderia Serenissima              | Ferrari 250 GT LWB          | George Arents | Ausfall     | Differential |
| 1962 | Scuderia SSS Republica di Venezia | Ferrari 250 GT SWB Breadvan | Colin Davis   | Ausfall     | Motorschaden |

### Einzelergebnisse in der Sportwagen-Weltmeisterschaft
| Saison | Team                                      | Rennwagen                      | 1   | 2   | 3   | 4   | 5   | 6   | 7   | 8   | 9   | 10  | 11  | 12  | 13  | 14  | 15  | 16  | 17  | 18  | 19  | 20  | 21  | 22  |
| ------ | ----------------------------------------- | ------------------------------ | --- | --- | --- | --- | --- | --- | --- | --- | --- | --- | --- | --- | --- | --- | --- | --- | --- | --- | --- | --- | --- | --- |
| 1957   | Fernand Tavano                            | Ferrari 500TRC                 | BUA | SEB | MIM | NÜR | LEM | KRI | CAR |     |     |     |     |     |     |     |     |     |     |     |     |     |     |     |
| 1957   | Fernand Tavano                            | Ferrari 500TRC                 |     | DNF |     |     |     |     |     |     |     |     |     |     |     |     |     |     |     |     |     |     |     |     |
| 1958   | North American Racing Team                | Ferrari 250TR                  | BUA | SEB | TAR | NÜR | LEM | RTT |     |     |     |     |     |     |     |     |     |     |     |     |     |     |     |     |
| 1958   | North American Racing Team                | Ferrari 250TR                  |     | DNF |     |     |     |     |     |     |     |     |     |     |     |     |     |     |     |     |     |     |     |     |
| 1959   | North American Racing Team                | Ferrari 250 GT                 | SEB | TAR | NÜR | LEM | RTT |     |     |     |     |     |     |     |     |     |     |     |     |     |     |     |     |     |
| 1959   | North American Racing Team                | Ferrari 250 GT                 | 5   |     |     |     |     |     |     |     |     |     |     |     |     |     |     |     |     |     |     |     |     |     |
| 1960   | Fernand Tavano                            | Ferrari 250 GT                 | BUA | SEB | TAR | NÜR | LEM |     |     |     |     |     |     |     |     |     |     |     |     |     |     |     |     |     |
| 1960   | Fernand Tavano                            | Ferrari 250 GT                 |     | 4   |     |     |     |     |     |     |     |     |     |     |     |     |     |     |     |     |     |     |     |     |
| 1961   | Scuderia Serenissima Scuderia Ferrari     | Ferrari 250 GT                 | SEB | TAR | NÜR | LEM | PES |     |     |     |     |     |     |     |     |     |     |     |     |     |     |     |     |     |
| 1961   | Scuderia Serenissima Scuderia Ferrari     | Ferrari 250 GT                 | DNF |     |     | DNF |     |     |     |     |     |     |     |     |     |     |     |     |     |     |     |     |     |     |
| 1962   | Scuderia Serenissima Fernand Tavano       | Ferrari 250 GT Ferrari 250 GTO | DAY | SEB | SEB | MAI | TAR | BER | NÜR | LEM | TAV | CCA | RTT | NÜR | BRI | BRI | PAR |     |     |     |     |     |     |     |
| 1962   | Scuderia Serenissima Fernand Tavano       | Ferrari 250 GT Ferrari 250 GTO |     |     | DNF |     | DNF |     |     | DNF |     |     |     |     |     |     |     |     |     |     |     |     |     |     |
| 1963   | Scuderia Ferrari Scuderia Serenissima     | Ferrari 250 GTO                | DAY | SEB | SEB | TAR | SPA | MAI | NÜR | CON | ROS | LEM | MON | WIS | TAV | FRE | CCE | RTT | OVI | NÜR | MON | MON | TDF | BRI |
| 1963   | Scuderia Ferrari Scuderia Serenissima     | Ferrari 250 GTO                |     |     |     |     |     |     |     |     |     | DNF |     |     |     |     |     |     |     |     |     |     | DNF |     |
| 1964   | North American Racing Team Fernand Tavano | Ferrari 250 GTO                | DAY | SEB | TAR | MON | SPA | CON | NÜR | ROS | LEM | REI | FRE | CCE | RTT | SIM | NÜR | MON | TDF | BRI | BRI | PAR |     |     |
| 1964   | North American Racing Team Fernand Tavano | Ferrari 250 GTO                |     |     |     |     |     |     |     |     | 9   |     |     |     |     |     |     |     | DNF |     |     |     |     |     |